# Stjärnsunds manufakturverk

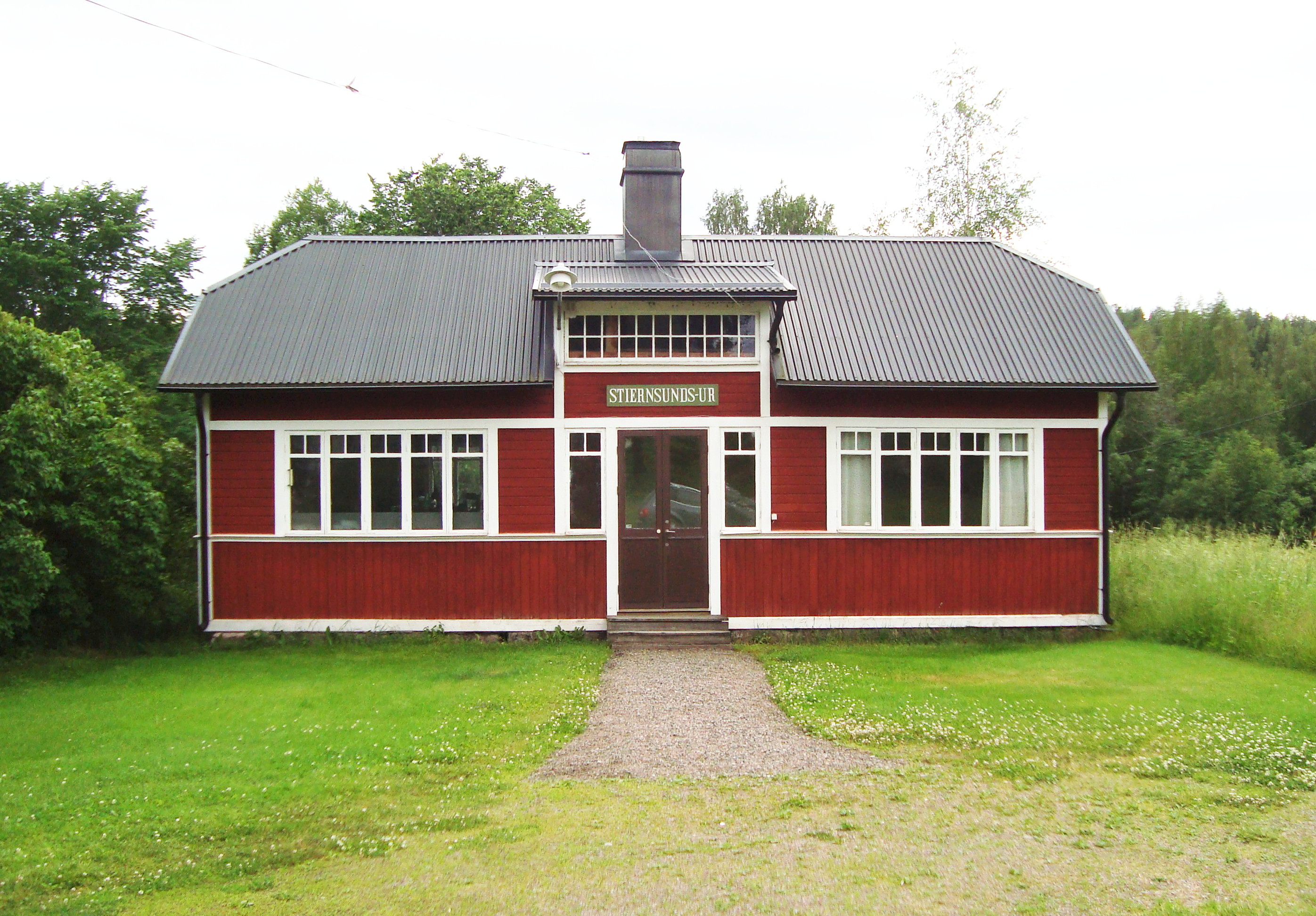
"Stjärnsunds-Ur" tillverkar fortfarande ur efter Polhems mekaniska princip. Byggnaden är från 1906.

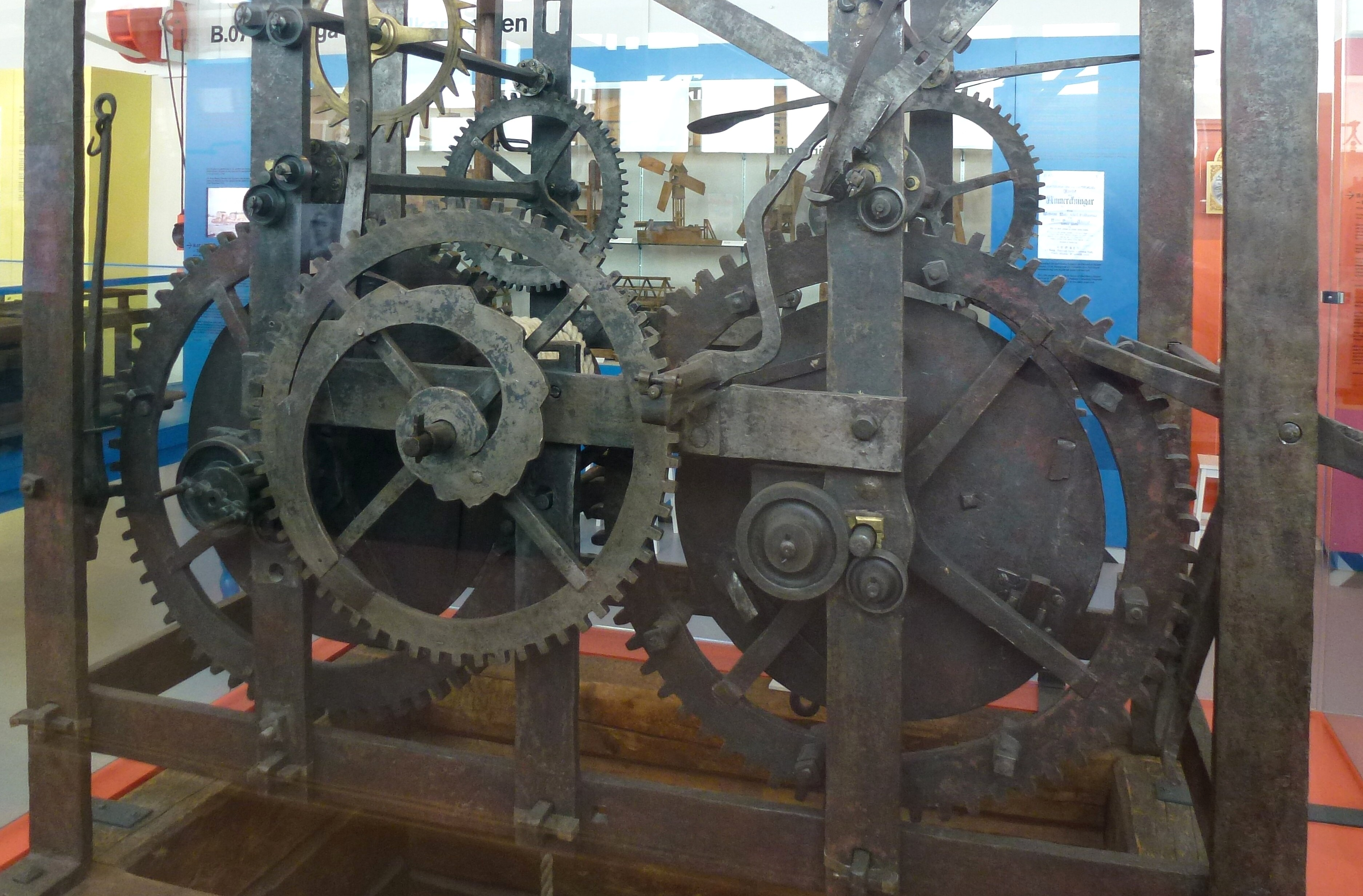
Maria Magdalena kyrkas tornur tillverkades på Stjärnsunds manufakturverk. Verket står idag på Tekniska Museet i Stockholm.

Stjärnsunds manufakturverk, ursprungligen stavat Stiernsunds manufacturwärk, var en finmekanisk verkstad i Stjärnsund i Hedemora kommun, Dalarna.

## Historik
Verket grundades 29 maj 1700 av Christopher Polhammar (adlad Polhem) och Gabriel Weldt (senare adlad Stierncrona) för tillverkning av urverk, lås, dörrbeslag, kaffekvarnar, vävstolar med mera. Stiernsunds manufacturwärks första stiftelse urkund hade följande formulering: "Iag Stierncrona med capital och iag Polhammar med wett och förstånd hafwa beslutat anläggia manufacturwärk". Enligt kontraktet mellan Polhammar och Stierncrona skulle Polhammar svara för de tekniska anläggningarna och Stierncrona för byggnaderna. Företagets belägenhet under den senare hälften av den första trettioårsperioden var allt annat än gynnsam. Polhammar vistades ofta på annan ort och ingen tog ansvar för driften. 
När Polhem vistades i Karlskrona och Karlsgrav 1717–1718 hade det uppstått en läcka i vattenrännan som försåg smedjan med vattenkraft, men arbetarna brydde sig varken om att laga läckan eller hugga bort isen framför dörren, utan valde det enklare alternativet att lyfta bort dörren. På kort tid stals det mesta i smedjan och arbetarna försvann till sina egna verkstäder med stulna verktyg. 1725 kom Polhems brorson Anders Polhammar till Stjärnsund. Polhem, som efter alla motgångar tänkt lägga ner urmakeriet, ändrade sig då han märkte att brorsonen visade anlag för urmakeri. Polhems son Gabriel, som ansvarade för driften vid faderns frånvaro, anställde 1727 kusinen Anders som bokhållare med en årslön på 200 daler kopparmynt, fri kost och kammare. 15 januari 1730 slöts ett avtal mellan Polhem och Polhammar om bildandet av en ny urfabrik. Enligt avtalet lämnades Polhammar fria händer att under tre års tid bygga upp fabriken. Utöver sin lön skulle Polhammar ha rätt till en tredjedel av fabrikens försäljningsnetto. 1736 anförtroddes Polhammar även Polhems andel av Stjärnsunds manufakturverk, som han behöll till 1753.
Från och med 1736 fördubblades arbetsstyrkan och manufakturverket gick åter med vinst. När Polhammar lämnade ledarskapet 1773 tog Polhems dotterson  Reinhold Galle Rückersköld (1726–1787) över ledarskapet vid urfabriken och manufakturverket. Rückersköld genomförde 1765 en frimästarereform där urmakarna vid fabriken blev egna företagare. Fabriken försåg, mot betalning, urmakarna med material för sin tillverkning, medan de nu sålde de färdiga produkterna på egen hand.
Efter Rückerskölds död övertogs hans andel i bruket av hans systerson J. R. Steenman, som 1820 även lossade ätten Stierncronas andel i bruket. Hans efterträdare C. von Stockenström överlät från 1853 först på arrende och senare genom försäljning bruket till M Th. Wærn.
I den lilla röda byggnaden med skylt "Stjärnsunds-Ur" tillverkas fortfarande ur efter Polhems mekaniska princip. Huset är från 1906.